# William Day
William Rufus Day (Ravenna (Ohio), 17 april 1849 - Mackinac Island (Michigan), 9 juli 1923) was een Amerikaanse rechter en diplomaat. Hij was 19 jaar lid van het Hooggerechtshof en een half jaar minister van Buitenlandse Zaken.

## Levensloop
Day studeerde rechten aan de Universiteit van Michigan en was in 1872 klaar met zijn studie. Hij vestigde zich met een praktijk in Canton, Ohio. Hij hield zich bezig met straf- en civiele zaken. In die dagen werd hij ook actief in de Republikeinse Partij. Day raakte in deze periode bevriend met William McKinley, die later president van de Verenigde Staten zou worden. Day trad op als zijn adviseur tijdens diens kandidaatschap voor het Congres, gouverneurschap van Ohio en presidentschap. Toen McKinley in 1897 president werd benoemde hij Day als onderminister van Buitenlandse Zaken. Hij diende onder John Sherman. Diens optreden werd als weinig effectief beschouwd en Day verving hem in april 1898. Vijf maanden later alweer trad hij alweer af om leiding te geven aan het vredescomité dat de onderhandelingen die namens de Verenigde Staten onderhandelden over een beëindiging van de Spaans-Amerikaanse Oorlog. Day was er voorstander van dat alle op Spanje veroverde koloniën, op Cuba na, teruggeven zouden worden aan Spanje. President McKinley was het daar niet mee eens en uiteindelijk vielen de Filipijnen, Guam en Puerto Rico ook in Amerikaanse handen.
Na zijn terugkeer uit Parijs waar hij het vredesakkoord had gesloten benoemde McKinley hem tot rechter in het Hof van Beroep voor het 6e circuit. McKinley vond de dood in september 1901 door een aanslag. Vicepresident Theodore Roosevelt verving hem. Deze droeg Day in februari 1903 voor als lid van het Hooggerechtshof voor de vacante zetel van George Shiras. Hij maakte daar vervolgens 19 jaar deel van uit. In totaal schreef Day 439 opinies waarvan er 18 afweken van de meerderheid. Hij stond vooral wantrouwig jegens grote bedrijven en stemde vrijwel altijd voor maatregelen voor de verbetering van het mededingsrecht. Een bekend verhaal over hem is het verzoek aan zijn secretaris tijdens de zitting in de zaak Standard Sanitary Mfg. Co. v. United States regelmatig updates te verzorgen van de laatste wedstrijd in de World Series van 1912. Op 13 november 1922 trad hij af als rechter. Een jaar later overleed hij.
Jefferson ·
Randolph ·
Pickering ·
Marshall ·
Madison ·
Smith ·
Monroe ·
Adams ·
Clay ·
Van Buren ·
Livingston ·
McLane ·
Forsyth ·
Webster ·
Upshur ·
Calhoun ·
Buchanan ·
Clayton ·
Webster ·
Everett ·
Marcy ·
Cass ·
Black ·
Seward ·
Washburne ·
Fish ·
Evarts ·
Blaine ·
Frelinghuysen ·
Bayard ·
Blaine ·
Foster ·
Gresham ·
Olney ·
Sherman ·
Day ·
Hay ·
Root ·
Bacon ·
Knox ·
Bryan ·
Lansing ·
Colby ·
Hughes ·
Kellogg ·
Stimson ·
Hull ·
Stettinius ·
Byrnes ·
Marshall ·
Acheson ·
Dulles ·
Herter ·
Rusk ·
Rogers ·
Kissinger ·
Vance ·
Muskie ·
Haig ·
Shultz ·
Baker ·
Eagleburger ·
Christopher ·
Albright ·
Powell ·
Rice ·
Clinton ·
Kerry ·
Tillerson ·
Pompeo ·
Blinken
- International Standard Name Identifier: 0000 0000 2872 7827
- Library of Congress Control Number: n86053310
- National Archives and Records Administration: 10572844
- Nederlandse Thesaurus van Auteursnamen: 276379608
- SNAC: w6m32z9t
- Système universitaire de documentation: 194655318
- Virtual International Authority File: 33475765
- WorldCat: E39PBJtxkR88jTpRRWYbptbfMP